# Jaama, Ida-Viru
Jaama est un village de 65 habitants de la Commune de Illuka du Comté de Viru-Est en Estonie.